# 93式近距離地対空誘導弾
93式近距離地対空誘導弾（きゅうさんしききんきょりちたいくうゆうどうだん）は、35mm2連装高射機関砲 L-90の後継として陸上自衛隊に配備された自走式の近距離防空ミサイル・システム。
防衛省は略称をSAM-3、愛称をクローズドアローとしており、自衛隊内では近SAMとも呼ばれる。
アメリカ陸軍が運用しているアベンジャーシステムと似たシステム構成だが12.7mm重機関銃M3は装備されておらず、発射機内にて操作員が直接操作する方式ではない。

## 開発
1990年（平成2年）より試作が行われ、1992年（平成4年）に実用試験を開始している。ミサイル本体は、91式携帯地対空誘導弾（SAM-2）を流用したため、開発は車載発射機と光波FCSに限られ、開発期間は3年間と短期間であった。光波FCSは民生品も用い、価格低減が図られている。1993年（平成5年）に「93式近距離地対空誘導弾」として制式採用され、翌1994年（平成6年）に部隊配備が開始された。システムの生産は東芝が担当している。

## 設計

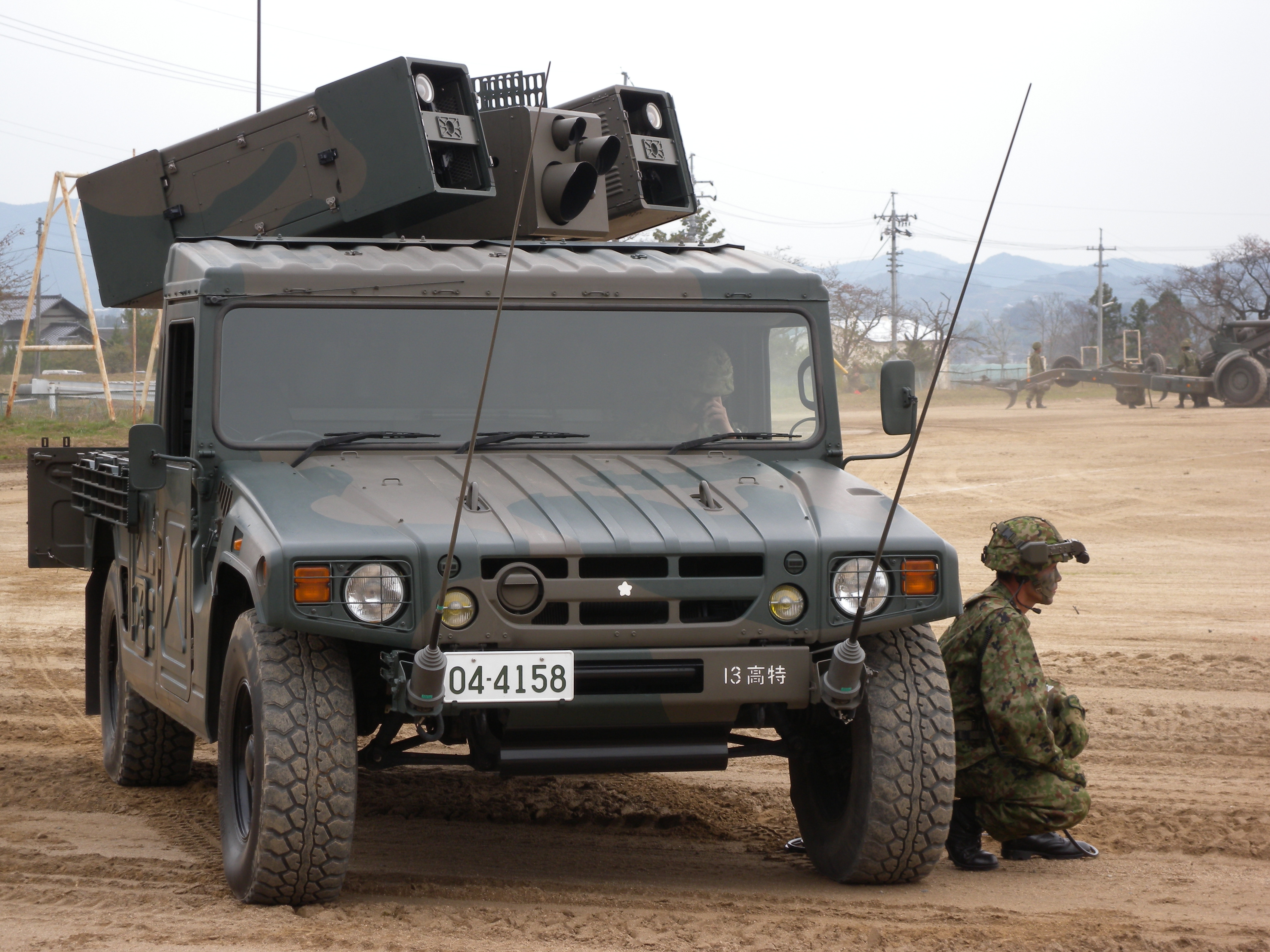
車内、車外操作員の配置と役割がよくわかる（第13高射特科中隊）

陸上自衛隊で同じく使用されている、トヨタ自動車が開発した高機動車の車体をベースに、通信アンテナの前部バンパーへの移動、操縦席幌のFRP化などの改造を施した上で、車体後部の荷台に91式携帯地対空誘導弾（SAM-2）の4連装発射装置2基を搭載している。
発射装置は、発射機（誘導弾8発を装填）・観測装置・誘導装置などから構成されている。誘導弾は4連装のランチャーに収められ、これが観測装置・誘導装置類を挟むように発射装置の左右にある。照準装置は、携行式のSAM-2と同じく、スノコ状のIFFアンテナ・可視光TVカメラ・レーザー受光器・赤外線センサ・レーザー発振機からなる。これらに加えて、発射装置には師団対空情報処理システム（DADS）から目標の情報を受信するためのデータリンク用アンテナも搭載されている。
基本操作人員は、班長・射手・対空警戒員の3名。射撃は、班長がヘルメットに取り付ける目視照準具で目標を標定し、射手が助手席にある射撃統制コンソールのジョイスティックで発射装置を指向する。可視光TVカメラまたは赤外線センサで目標を確認したら、レーザーで照準、ジョイスティックの発射ボタンで発射する。射撃コンソールは、車外に設置することも可能で、車外から遠隔操作をすることによって発射機への攻撃に対して操作員の生存性を向上させることができる。

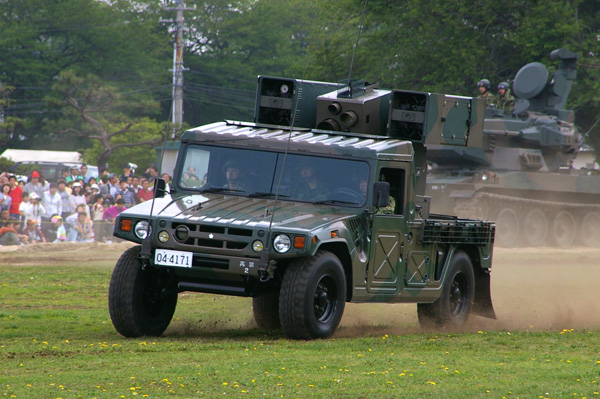
走行中の様子
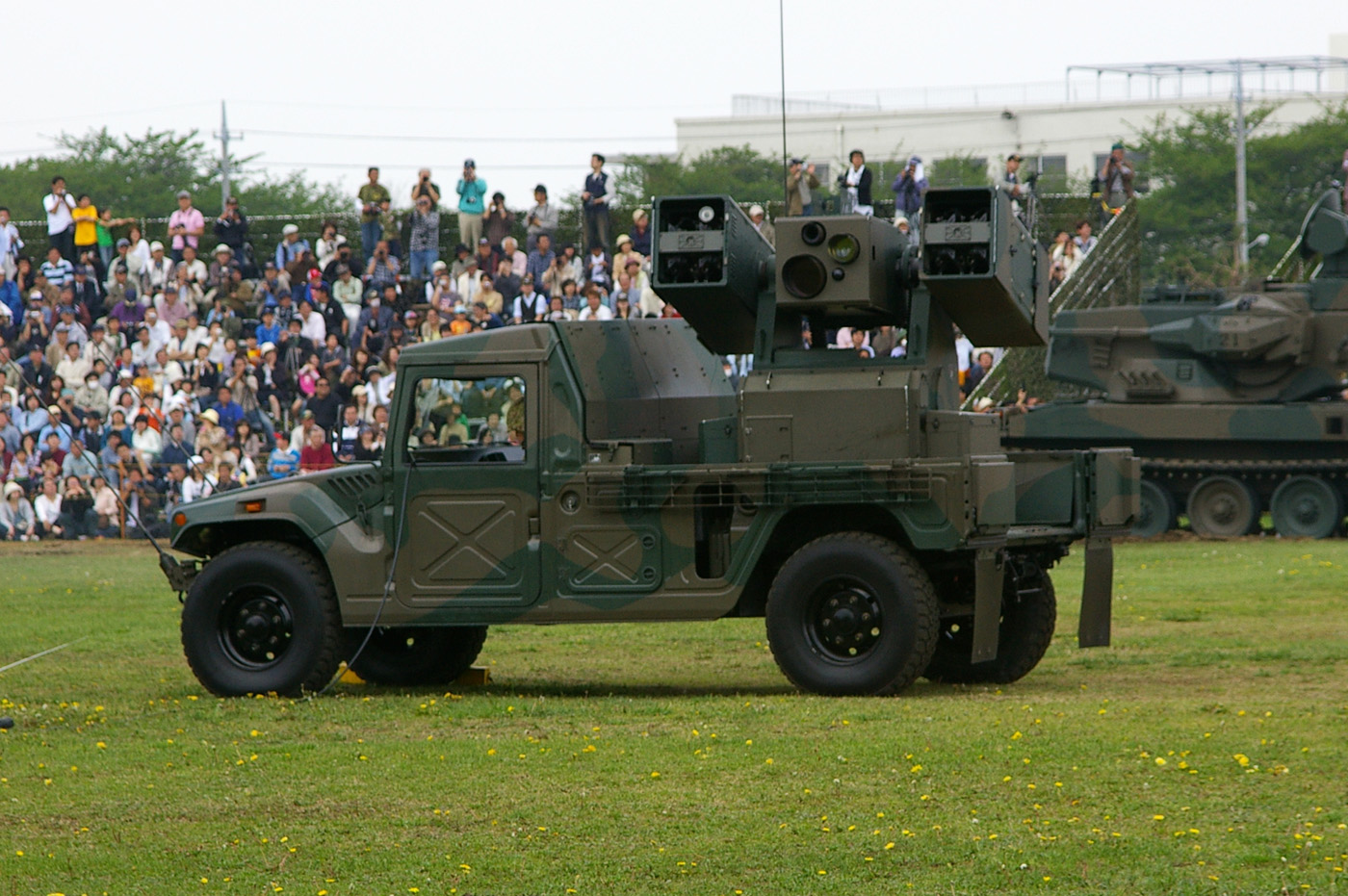
射撃姿勢
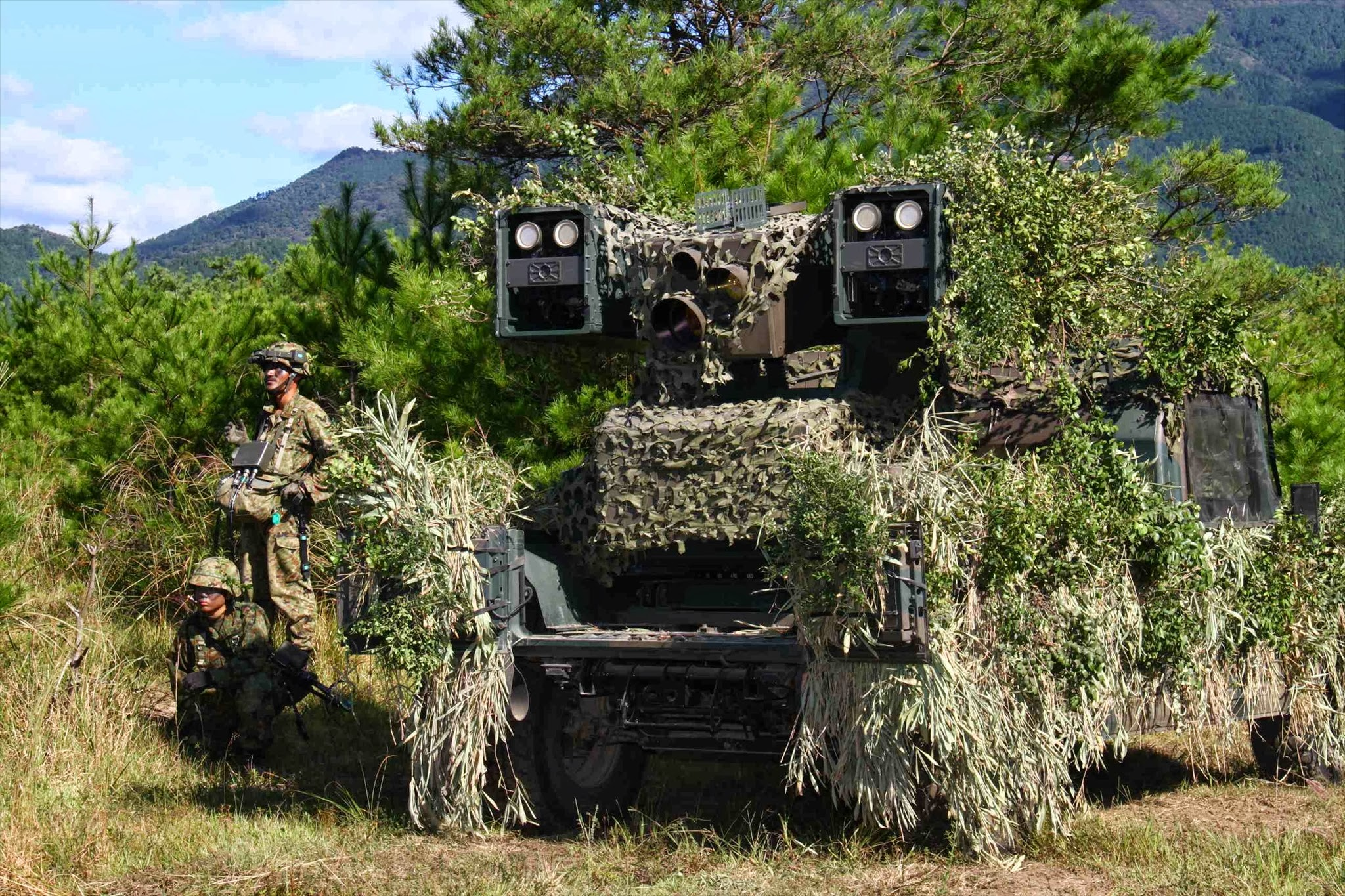
偽装網や雑草によるカモフラージュ
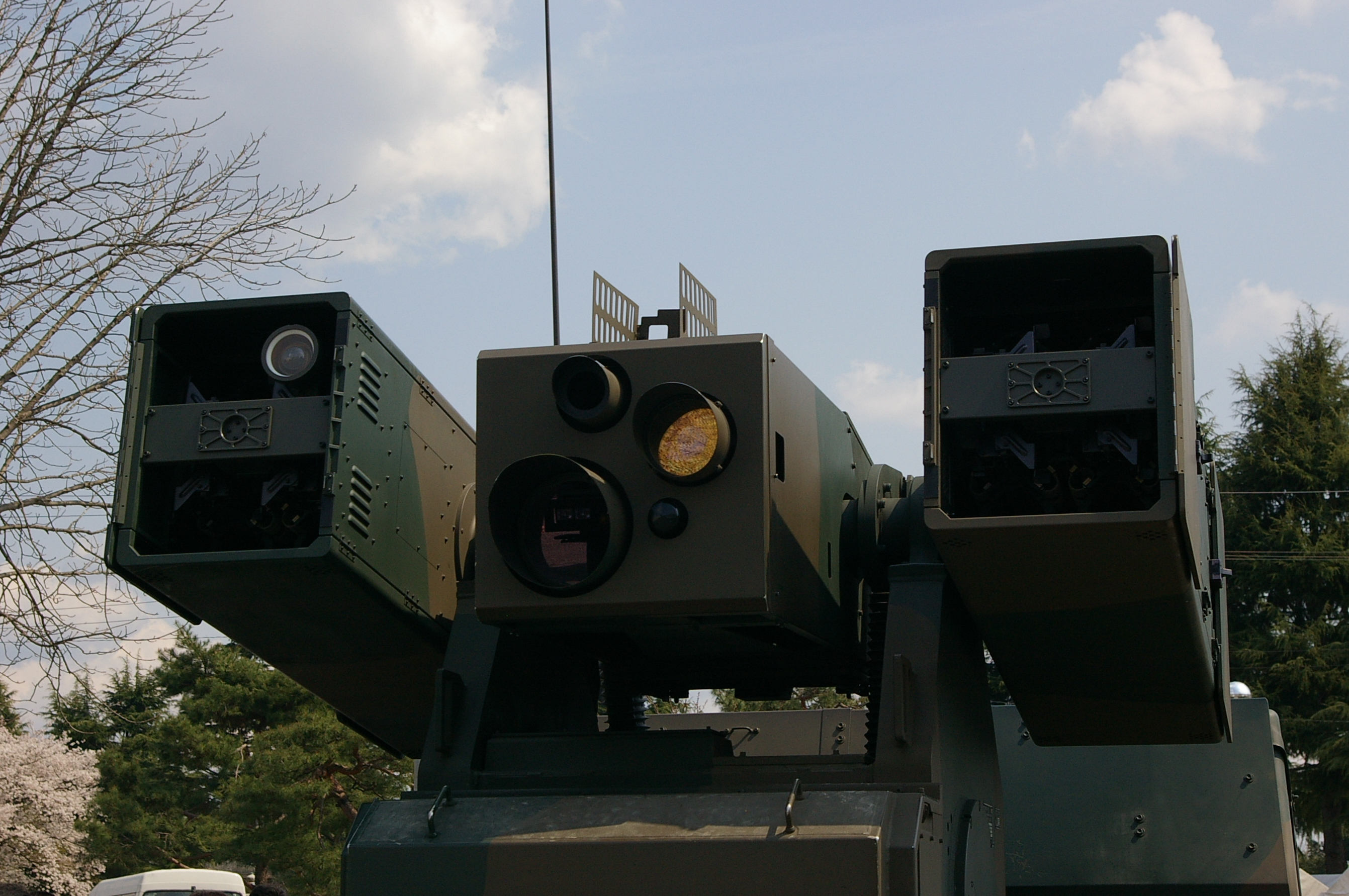
4連装ランチャー

## 運用
1994年（平成6年）以降、35mm2連装高射機関砲 L-90の更新として、高射教導隊・第2師団第2高射特科大隊・第4師団第4高射特科大隊など、第7師団・第15旅団を除く全国の部隊に配備が行われ、2008年度に調達を終了した。価格は5.5-9.5億円程度。2018年より、師団・旅団高射特科部隊からの配置換えの形で即応機動連隊本部管理中隊の高射小隊に配備が開始された。
2024年度（令和6年度）予算において近SAMの廃止が盛り込まれた。
| 予算計上年度         | 調達数    |
| -------------------- | --------- |
| 平成5年度（1993年）  | 6セット   |
| 平成6年度（1994年）  | 10セット  |
| 平成7年度（1995年）  | 10セット  |
| 平成8年度（1996年）  | 8セット   |
| 平成9年度（1997年）  | 9セット   |
| 平成10年度（1998年） | 8セット   |
| 平成11年度（1999年） | 7セット   |
| 平成12年度（2000年） | 8セット   |
| 平成13年度（2001年） | 8セット   |
| 平成14年度（2002年） | 13セット  |
| 平成15年度（2003年） | 7セット   |
| 平成16年度（2004年） | 7セット   |
| 平成17年度（2005年） | 4セット   |
| 平成18年度（2006年） | 4セット   |
| 平成19年度（2007年） | 2セット   |
| 平成20年度（2008年） | 2セット   |
| 合計                 | 113セット |

### 配備部隊・機関
陸上自衛隊高射学校
- 高射教導隊 - 第2中隊

陸上自衛隊武器学校
北部方面隊
- 第2師団
  - 第3即応機動連隊
    - 本部管理中隊-高射小隊

  - 第2高射特科大隊
    - 第1高射中隊
- 第5旅団
  - 第5高射特科中隊
- 第11旅団
  - 第11高射特科隊
  - 第10即応機動連隊
    - 本部管理中隊-高射小隊

東北方面隊
- 第6師団
  - 第6高射特科大隊
    - 指揮情報中隊

  - 第22即応機動連隊
    - 本部管理中隊-高射小隊
- 第9師団
  - 第9高射特科大隊
    - 第1高射中隊

東部方面隊
- 第1師団
  - 第1高射特科大隊
    - 指揮情報中隊
- 第12旅団
  - 第12高射特科隊

中部方面隊
- 第3師団
  - 第3高射特科大隊
    - 指揮情報中隊
- 第10師団
  - 第10高射特科大隊
    - 第1高射中隊
- 第13旅団
  - 第13高射特科中隊
- 第14旅団
  - 第14高射特科隊
  - 第15即応機動連隊
    - 本部管理中隊-高射小隊

西部方面隊
- 第4師団
  - 第4高射特科大隊
    - 第1高射中隊
- 第8師団
  - 第8高射特科大隊
    - 指揮情報中隊

  - 第42即応機動連隊
    - 本部管理中隊-高射小隊

## 後継システム
令和4年（2022年）度より、航空自衛向けの基地防空用地対空誘導弾（改）と、陸上自衛隊向けの新近距離地対空誘導弾を開発し、基地防空用地対空誘導弾に巡航ミサイルによる同時多数攻撃に対する能力を付与すると共に､本システムの後継とする予定である。開発期間は令和4年（2022年）度から令和8年（2026年）度までで総額54億円である。量的優位を持つ敵方のミサイルなどへの対処能力を向上させるために、小型・低熱源目標抽出技術を確立したうえで、同時多数攻撃対処能力の向上、超低空飛行巡航ミサイルや精密誘導弾や中型UAVへの対処能力の向上、目標の発見から発射までの処理および操作の自動化、原子力発電所や石油備蓄所などの重要施設防護に資するように空輸による戦略機動性や自立機動性の向上などが図られ、ファミリー化をすることにより誘導弾などのコストも低減させる。

## 登場作品

### 漫画
『なるたる』
竜の子と東富士演習場で交戦、SAMを命中させリンク者に不快感を与えたものの応射され撃破された。

### 小説
『中国完全包囲作戦』（文庫名：『中国軍壊滅大作戦』）
03式中距離地対空誘導弾・81式短距離地対空誘導弾・91式携帯地対空誘導弾と共に、統一朝鮮空軍のF-15KおよびKF-16に対して使用される。
『日本国召喚』
艦対空ミサイル化した架空兵器「18式近距離艦対空誘導弾」が5巻に登場。

### ゲーム
『Wargame Red Dragon』
自衛隊デッキに「KIN-SAM CLOSED ARROW」の名称で登場する。
『War Thunder』
日本の自走対空砲ツリーにて「高機動車」と言う名称でver1.99のアップデートにて実装、プレイヤーが操作可能となった。なお名称は、後のアップデートにて「93式近SAM」と正しいものに変更されている。